# 畠山政慶
畠山 政慶（はたけやま まさよし）は、戦国時代後期から安土桃山時代にかけての武将。畠山高政の弟の政能との関係は不明。

## 概要
政慶は紀伊国有田郡石垣荘鳥屋城主で7万石を領していたが、当時の畠山氏は紀伊守護としての権威を失い、家臣の神保茂勝によって実権を握られていた。天正12年（1584年）には豊臣秀吉による紀州征伐があり、12月28日には茂勝の進言によって鳥屋城を開城し政慶は高野山に登り最勝院で剃髪し林斉と名乗った。翌年10月27日に示寂し、法号は政慶院殿濃州林斉大居士であった。子の畠山義唯は高野山寺領志賀野荘松瀬村に住み柳沢氏の養子となって明治時代まで続いた。
江戸時代中期の医者である吉益東洞も畠山高政の子で医者の政慶の末裔を称したが、美濃守政慶との関係は不明。